# Egerland
Das Egerland (mundartlich Eghaland, tschechisch Chebsko) ist im engeren Sinne eine Region im Westen Tschechiens. Ihr Name bezieht sich im Deutschen auf den deutschen Namen des Flusses Eger (tschechisch Ohře), im Tschechischen auf den tschechischen Namen Cheb der Stadt Eger. Zum Egerland im weiteren Sinne gehören auch angrenzende Bereiche Oberfrankens und der Oberpfalz.

## Geographie
Das Gebiet des historischen Egerlandes liegt heute in Tschechien und Bayern. Der tschechische Teil mit einer Fläche von knapp 1000 km² bildet den größeren Teil des Okres Cheb, ohne den nach Deutschland hineinragenden Ascher Zipfel (Ašský výběžek oder kurz Ašsko). Es umfasst das Egerer Becken (Chebská pánev) mit Teilen seiner Randgebirge, dem Elstergebirge (Halštrovské hory) im Norden, dem Český les (Ostseite des Oberpfälzer Waldes) im Südwesten und dem Kaiserwald (Slavkovský les, früher auch Císařský les) im Osten. Die Ostgrenze verlief entlang des Leibitschbaches (Libocký potok) und von dessen Mündung in die Eger weiter südwärts bis zum Tillenberg (Dyleň).

## Geschichte

Reichsland Nordgau; nördlich davon „Regio Egire“ um 1035

In der Antike wurde das Gebiet von den Naristern (Laristern) bewohnt, die in römischer Zeit unter germanischen Einfluss kamen. In der Völkerwanderungszeit wurde es von Slawen besiedelt.
Eine Urkunde von 1061 über die Hochmittelalterliche Ostkolonisation im benachbarten oberen Maingebiet erwähnt mit dem von dort aus ostwärts führenden Handelsweg auch den Ort Eger. 1135 wurde die Regio Egire erstmals urkundlich erwähnt. Im Zuge der deutschen Ostkolonisation wanderten Siedler ein. Durch Erbschaft kam das Egerland 1167 an Kaiser Friedrich Barbarossa aus dem Geschlecht der Staufer. Daher ist Eger der einzige Ort der Tschechischen Republik mit einer Kaiserpfalz. Die Staufer bauten die Provincia Egrensis zum reichsunmittelbaren Musterland aus, das nach dem Niedergang der Staufer aufgeteilt wurde.

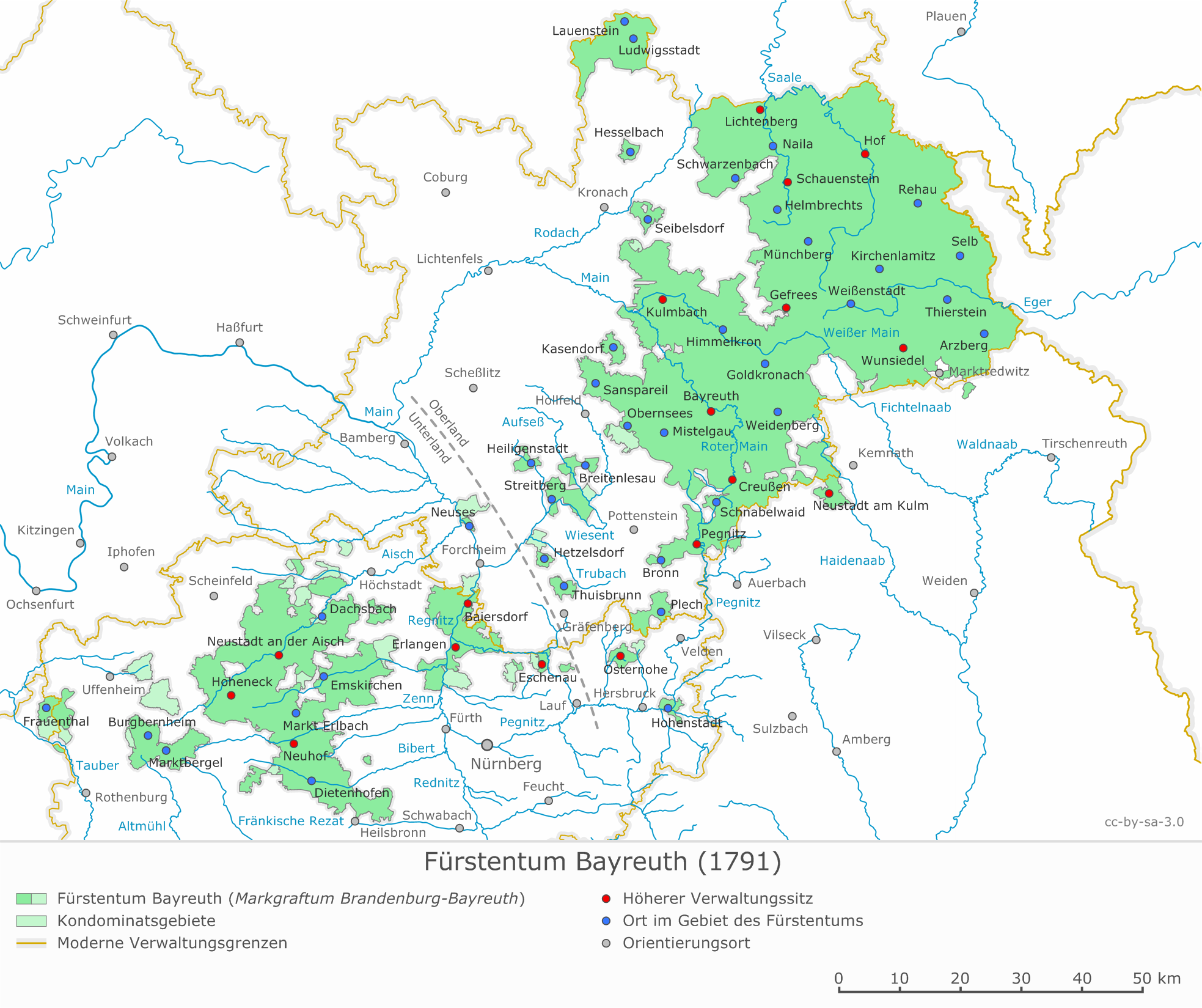
Fürstentum Bayreuth 1791

Der Westen des Gebietes mit Anteil am Fichtelgebirge gelangte Stück für Stück in die Herrschaft fränkischer Hohenzollern.
Bereits nach 1268 eignete sich König Ottokar II. die Stadt Eger und ihr Umland an, was maßgeblich zum Konflikt mit dem römisch-deutschen König Rudolf beitrug und in die Schlacht von Dürnkrut mündete. Die seit 1277 reichsunmittelbare Stadt Eger und das dazugehörende Landgebiet wurden von Kaiser Ludwig dem Bayern 1322 dem Kurfürsten und König von Böhmen Johann von Luxemburg verpfändet „bei Garantie der völligen Unabhängigkeit vom Königreich Böhmen“. Die historische Bezeichnung für das Egerland ist daher Reichspfandschaft Eger. Dieses Pfand konnte von Ludwig und seinen Rechtsnachfolgern niemals eingelöst werden. Nachdem die Kronen des Heiligen Römischen Reiches und des Königreichs Böhmen unter Karl IV., dem Sohn Johanns, in einer Hand vereinigt waren, war für eine Einlösung des Pfandes kein Grund mehr gegeben. Dies hatte zur Folge, dass das Egerland lange Zeit einen eigenen Landtag besaß und nicht als staatsrechtliches Territorium Böhmens galt.
Im Dreißigjährigen Krieg wurde das Egerland teils von den Kriegsparteien wie ein Teil Böhmens behandelt, teils betonten die Mächtigen die Eigenständigkeit aus ihrem Machtinteresse heraus. So verwehrte Rudolf II. der zeitweilig dem Luthertum zuneigenden Reichsstadt Eger die zu dieser Zeit den böhmischen Ständen zugestandene religiöse Toleranz. Die formale Eigenständigkeit innerhalb der Habsburgermonarchie verlor immer mehr an Bedeutung. 1751 wurde das Gebiet dem Elbogener Kreis (Loketský kraj) zugeordnet, einer Untergliederung des Königreichs Böhmen. Durch den Reichsdeputationshauptschluss wurde es 1806 integraler Bestandteil des österreichischen Kronlandes Böhmen.

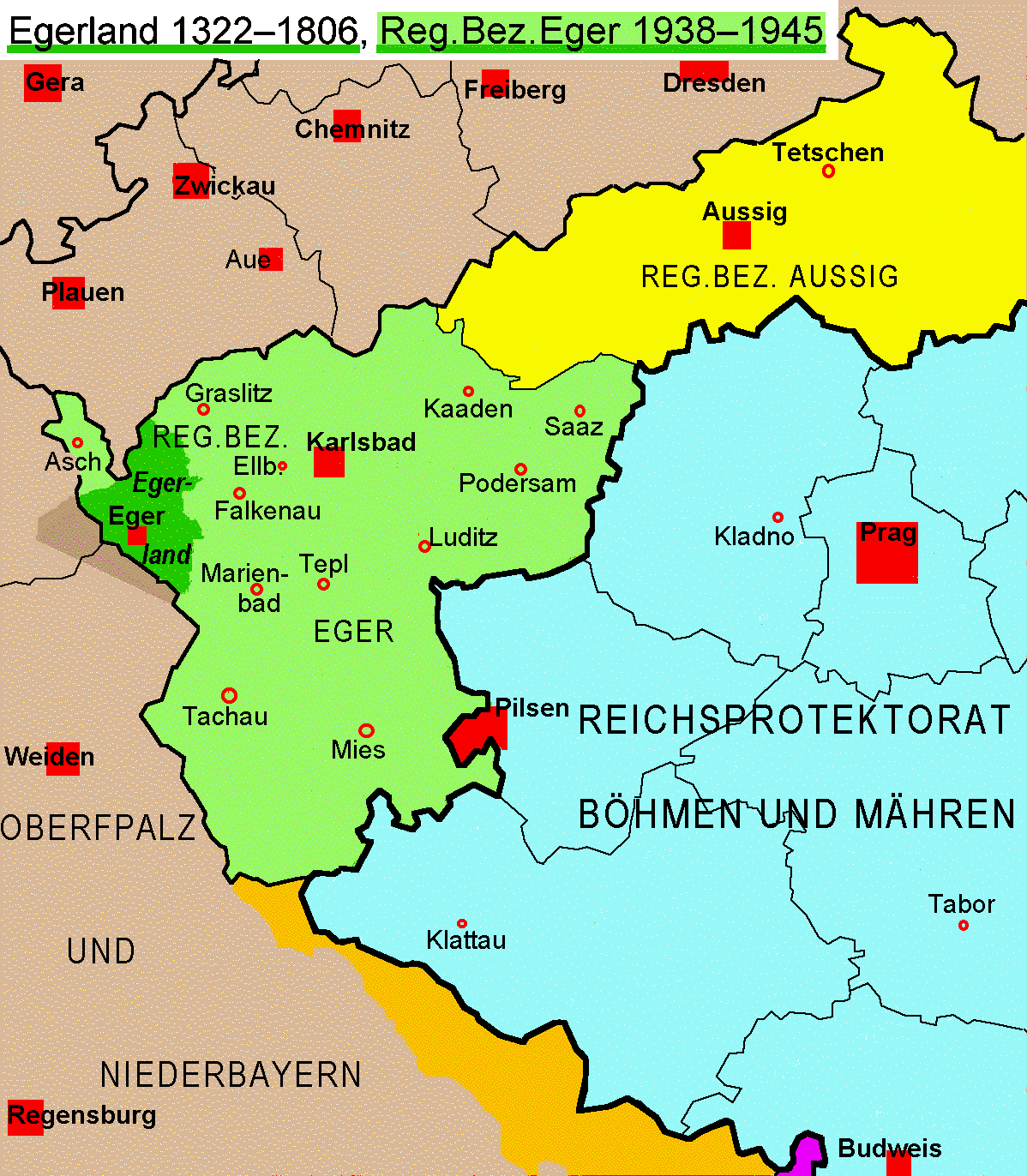
Historisches Egerland 1322–1806,
Regierungsbezirk Eger 1938–1945,
Reichsprotektorat Böhmen und Mähren 1939–1945

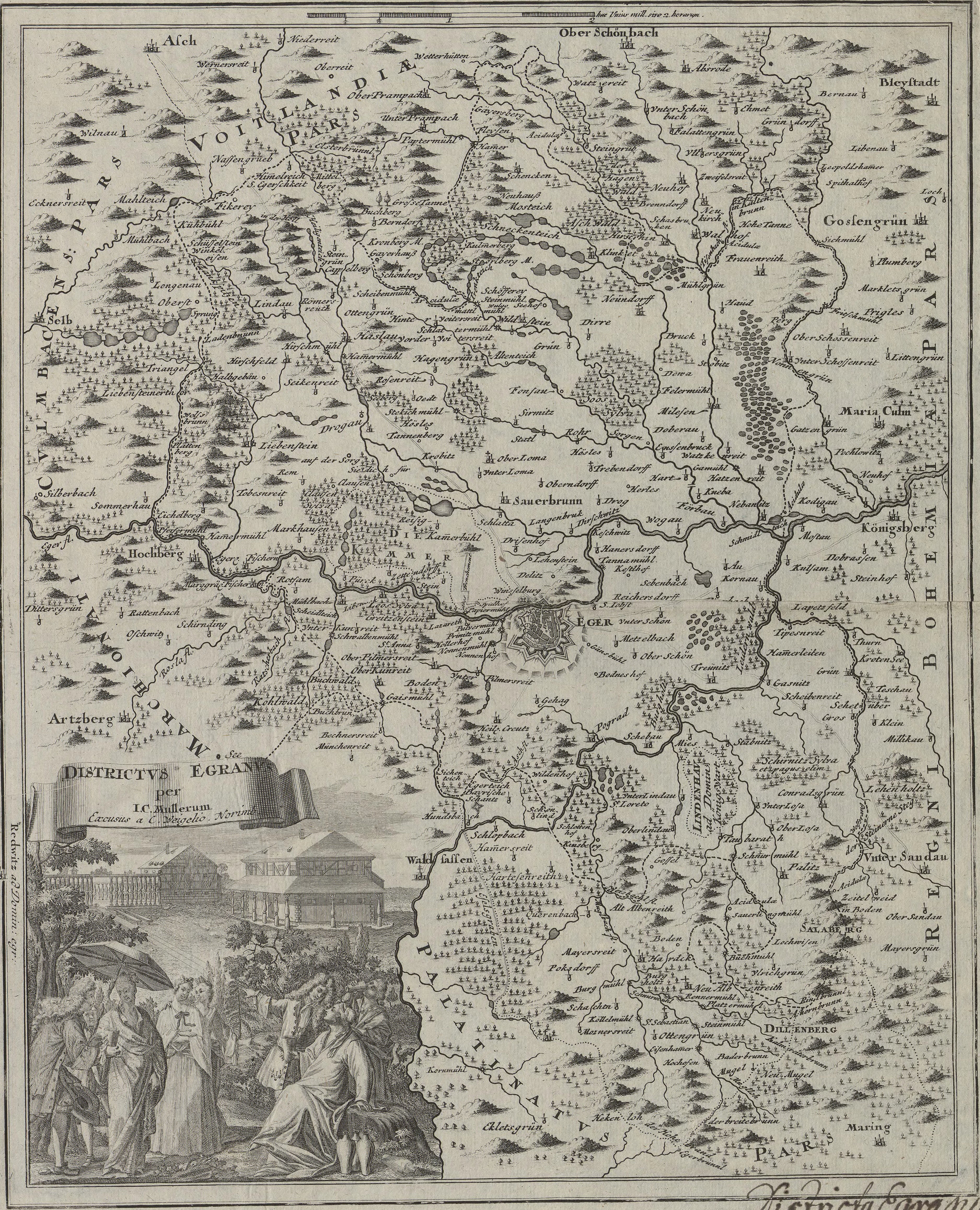
Districtus Egranus (Karte von Johann Christoph Müller, ca. 1710)

Beim Zerfall der Habsburgermonarchie am Ende des Ersten Weltkrieges wurde das Egerland 1918/19 Teil der Ersten Tschechoslowakischen Republik. Der Versuch der gleichzeitig ausgerufenen Republik Deutschösterreich, Böhmen und Mähren zu teilen und die mehrheitlich von Deutschböhmen bewohnten Randgebiete dem Deutschen Reich zuzuführen, scheiterte. 
In Eger versuchte man dabei, die besonderen historischen Verhältnisse zu betonen und für eine Trennung von Böhmen zu nutzen. Egers Eingaben wegen Neuregelung der staatlichen Verhältnisse im Sinne eines Anschlusses an Bayern wurden in den Ausschüssen der Friedenskonferenz erörtert, aber die Tschechoslowakei forderte als Ausgleich für die Abtrennung des Egerer Gebietes die Zuweisung von Ratibor zur Tschechoslowakei. Letzten Endes blieben hier die Grenzen von 1914 maßgeblich.
Die Wiederkehr des sechshundertjährigen Gedächtnistages der Verpfändung von Stadt und Land Eger an die Krone Böhmens bot der Stadt Eger den Anlass, nicht nur den Anschlusswillen der Bevölkerung Egers an Bayern erneut zu bekunden, sondern diese wiederholt gestellte Forderung vor den Völkerbund zu bringen. Am Sonntag, den 22. Oktober 1922 versammelten sich im Sitzungssaal des Stadthauses die Vertreter sämtlicher Bezirke, Städte und Gemeinden des alten Pfandlandes Eger. Vom Stadthaus wehten schwarz-rot-gelbe, mit einem Trauerflor umhüllte Fahnen. Bürgermeister Max Künzel verlas eine an den Völkerbund gerichtete Denkschrift, die von der Versammlung einstimmig gebilligt und sodann von den 157 anwesenden Vertretern der Bezirke, Städte und Gemeinden des Egerer Gebietes unterschrieben und mit den Abdrücken der Gemeindesiegel versehen wurde. Eine Gleichschrift wurde an den Präsidenten der Tschechoslowakischen Republik überreicht. Auch dieser Versuch blieb erfolglos, der Völkerbund fällte in dieser Angelegenheit keinerlei Entscheidung.
Die Verfassung der Tschechoslowakei war ohne Beteiligung des deutschen Bevölkerungsteils ausgearbeitet worden. Die deutschen Bürger der Republik waren zwar offiziell als Staatsbürger gleichberechtigt, doch kam es zwischen den nationalen Minderheiten und der mehrheitlich tschechischen Bevölkerung bald zu Spannungen, die nach der Machtergreifung der NSDAP in Deutschland deutlich zunahmen. Auch im Egerland gewann Henleins Sudetendeutsche Partei, die die Spannungen zwischen den Nationalitäten anheizte, zunehmend an Macht und Einfluss.
Nach dem Münchener Abkommen vom 29. September 1938 und dem Einmarsch der deutschen Wehrmacht ins Sudetenland am 1. Oktober 1938 wurde das Egerland mit seinen 88.000 Einwohnern Bestandteil des Deutschen Reichs. Im neu geschaffenen Sudetengau wurde es dem Regierungsbezirk Eger mit 800.000 Einwohnern auf 7466 Quadratkilometern mit Sitz in Karlsbad zugeordnet, welcher größtenteils aus altböhmischem Gebiet mit verschiedenen traditionellen Regionen, wie dem Ellbogener (Loketský), Pilsener (Plzeňský), Tachauer (Tachovský) und Saazer (Žatecký) Kreis, bestand.
Am Ende des Zweiten Weltkriegs wurde das Egerland im Gegensatz zu den meisten übrigen Teilen des Sudetenlandes zunächst von amerikanischen Truppen besetzt und stand bis zur Räumung unter der Kontrolle der 3. US-Armee. Die Amerikaner halfen den tschechischen Behörden zwar, Nationalsozialisten und Kollaborateure festzunehmen, bemühten sich aber, größere Exzesse zu verhindern. Die Lebensverhältnisse in den deutschen Städten und Dörfern unterschieden sich während der ersten Wochen kaum von denen im übrigen alliierten Besatzungsgebiet Deutschlands. Mit der Stabilisierung der tschechischen Verwaltung in den deutschen Ortschaften im Laufe des Sommers und dem gleichzeitig einsetzenden Abzug der amerikanischen Truppen gewannen die administrativen Maßnahmen der Tschechen gegen die deutsche Bevölkerung an Wirksamkeit, es unterblieben aber wilde Austreibungsaktionen, wie sie in den sowjetisch besetzen Gebieten des Sudetenlandes bereits Ende Mai einsetzten. Nach Bekanntwerden der Potsdamer Beschlüsse, als die Vertreibung der Sudetendeutschen zur Gewissheit geworden war, konnten einzelne Bewohner Hausrat und Möbel mit Hilfe der Amerikaner auf Heeresfahrzeugen nach Bayern bringen und das Land somit unter weit besseren Voraussetzungen verlassen als die übrigen Heimatvertriebenen. Nach dem vollständigen Abzug der amerikanischen Truppen Anfang Dezember 1945 unterschied sich das Schicksal der im Egerland lebenden Deutschen dann kaum noch von denen im übrigen tschechoslowakischen Staatsgebiet.
Das Egerland war bis 1945 zu mehr als 90 Prozent von Deutschböhmen und Deutschmährern bewohnt, von denen die meisten nach dem Zweiten Weltkrieg infolge der Beneš-Dekrete enteignet, ausgewiesen und vertrieben wurden.
Nach dem Krieg setzte eine verstärkte und staatlicherseits geförderte Zuwanderung hauptsächlich aus Zentralböhmen, aber auch aus Mähren und der Slowakei ein. Ferner zogen viele Repatrianten sowie Angehörige der ethnischen Minderheit der Roma in das Egerland. In den Städten wie beispielsweise Cheb wohnen viele Vietnamesen, die während der Zeit der ČSSR als RGW-Vertragsarbeiter in das Land kamen.

## Grenzüberschreitende Zusammenarbeit
Der historische Begriff Regio Egrensis wird seit 1990 von der grenzüberschreitenden Landesplanung reaktiviert.
Unter dem Begriff Euregio Egrensis ist 1991 eine Form der grenzüberschreitenden Zusammenarbeit in Mitteleuropa entstanden. Die Organisation wurde zu einem Wegbereiter für Zusammenarbeit zwischen Deutschland und Tschechien. Neben der Euregio Egrensis haben sich die grenznahen Orte um das vogtländische Dreiländereck – Ortschaften des Böhmischen Vogtlands um Aš und des sächsischen Vogtlandkreises – zur tschechisch-deutschen Mikroregion Freunde im Herzen Europas zusammengeschlossen.

## Kultur
Die volkstümliche Kultur des Egerlandes war ein Teil der deutschsprachigen Kultur in Böhmen. Typisch für das Egerland sind die stattlichen Fachwerkhöfe mit großen Speicherbauten. Schönbach und Graslitz gehörten zum Musikwinkel. Schönbach (heute Luby) wurde wegen seiner Herstellung von Musikinstrumenten als Österreichs Cremona bezeichnet. Auch in Graslitz (heute Kraslice) gab es eine bedeutende Instrumentenproduktion. Hier stellte unter anderem die Firma Koestler Blech- und Holzblasinstrumente von hoher Qualität her, heute produziert dort die 1945 gegründete Firma Amati Kraslice.
Gleich nach der Vertreibung der Egerländer aus der Tschechoslowakei gründete Karl Lenkl 1946 die „Kapelle Egerland“. Im Jahr 1975 übernahm Rudi Kugler die Leitung. Sie war die erste Formation, die die traditionelle Blasmusik des Egerlandes pflegte und in Westdeutschland bekannt machte. Ernst Mosch gründete 1956 die Egerländer Musikanten, die er später in Original Egerländer Musikanten umbenannte.
Das Egerland war bis nach dem Zweiten Weltkrieg das letzte deutschsprachige Gebiet, in dem der traditionelle Bock, ein böhmischer Dudelsack, gespielt wurde.
Das Egerländer Blasmusik- und Informationsarchiv in Radolfzell am Bodensee beschäftigt sich detailliert mit der Geschichte der Volks- und Blasmusik im Egerland und in Böhmen sowie mit ihrer kulturellen Entwicklung über die Grenzen Böhmens hinaus in den Ländern der ehemaligen k.u.k.-Monarchie.

## Verbände
1907 wurde der Bund der Eghalanda Gmoin e. V. gegründet, der sich der Pflege der Egerländer Mundart widmet und heute von Deutschland aus weitergeführt wird, wobei der Begriff Egerland hier auf das ganze Gebiet des früheren Regierungsbezirkes Eger ausgeweitet wird.